# Tedo Abzhandadze
Pas d'image ? Cliquez ici

a Compétitions nationales et continentales officielles uniquement.

b Matchs officiels uniquement.
Dernière mise à jour le 31 juillet 2025.
Tedo Abzhandadze en géorgien : თედო აბჟანდაძე, né le 13 juin 1999 à Koutaïssi (Géorgie), est un joueur international géorgien de rugby à XV qui évolue au poste de demi d'ouverture pour le Stade aurillacois.

## Biographie
Tedo Abzhandadze naît le 13 juin 1999 à Koutaïssi en Géorgie.
Alors qu'il évolue en Championnat de Géorgie avec le RC Aia, il signe en février 2019 pour le club français du CA Brive, où il y rejoint celui avec qui il a déjà formé la charnière de son équipe nationale, Vasil Lobzhanidze.
Il est membre de l'équipe de Géorgie des moins de 20 ans pour le Championnat du monde junior en 2017, 2018 et 2019. En sélection junior, il est remarqué pour ses performances, qui permettent notamment à la Géorgie de se maintenir trois années d'affilée dans le Top 12 junior pour la première fois, avec des victoires contre des nations comme l'Irlande ou l'Écosse, écrivant l'histoire de la sélection géorgienne de jeunes.
Il devient international avec l'équipe de Géorgie, dès 2018 : il n'a pas encore 20 ans qu'il a déjà joué sept matchs avec sa sélection, pour autant de titularisations et de victoires.
L'année suivante, il est retenu pour la Coupe du monde au Japon.
Au mois de juillet 2022, il permet à son pays d'obtenir sa première victoire (28-19) contre l'Italie en inscrivant 20 des 28 points géorgien.
À compter de l'exercice 2022-2023, il rejoint l'US Montauban en Pro D2.
Au mois d'août 2023, il est sélectionné pour la Coupe du monde en France.
À partir de la saison 2024-2025, il s'engage avec le Stade aurillacois, toujours en Pro D2.

## Statistiques en équipe nationale
Tedo Abzhandadze compte 56 capes, dont 43 en tant que titulaire, en équipe de Géorgie depuis sa première sélection le 17 novembre 2018 contre les équipe des Samoa. Il inscrit 344 points, soit 6 essais, 82 transformations et 50 pénalités,.
Il prend part à deux Coupe du monde en 2019, disputant deux matchs contre le pays de Galles et l'Uruguay, et en 2023, jouant quatre matchs contre l'Australie, le Portugal, les Fidji et le pays de Galles.

## Palmarès
- Vainqueur du Championnat d'Europe en 2019, 2020, 2021, 2022, 2023 et 2024 avec l'équipe de Géorgie.